# 三重刑務所
三重刑務所（みえけいむしょ）は、法務省矯正局の名古屋矯正管区に属する刑務所。下部機関として四日市拘置支所、伊勢拘置支所の2ヶ所の支所を持つ。

## 所在地
- 〒514-0837　三重県津市修成町16-1
  - 近鉄 名古屋線 津新町駅から、徒歩約15分

### 四日市拘置支所

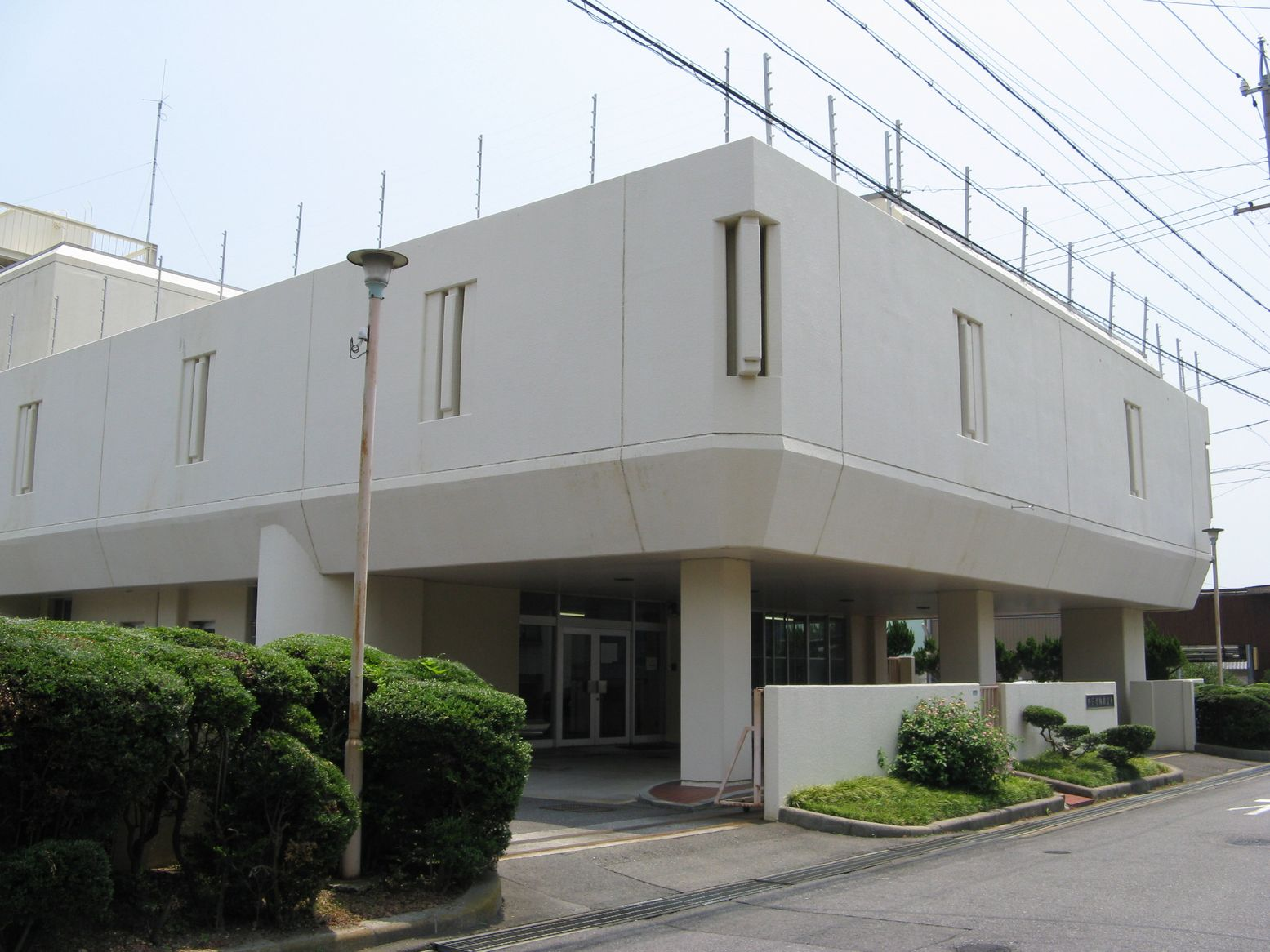
四日市拘置支所

- 三重県四日市市阿倉川町2-5

### 伊勢拘置支所
- 三重県伊勢市岡本1-2-13

## 収容分類級
- A級

幅広い年齢の初犯者が集まる刑務所である。

## 収容定員
- 702人

## 沿革
- 1872年（明治5年） 囚獄(未決監獄)を設置。
- 1878年（明治11年） 津既決監獄を設置。
- 1903年（明治36年） 安濃津監獄と改称。

## 組織
所長の下に2部1課を持つ2部制である。
- 総務部（庶務課、会計課、用度課）
- 処遇部（処遇部門、企画部門（作業担当、教育担当、分類担当））
- 医務課

## 外観・設備
- 大正5年に建築されたレンガ組みの重厚な監獄正門で、「安濃津監獄」の文字が右から左に書かれている。現在は塀の外にあって門としての機能は果たしておらず、歴史的資料として保存されている。
- 木工・印刷・洋裁・金属の専門作業所を有する。

## 特記事項
- 刑務作業では地場産業の魚網編み付け・土鍋絵付け等も行われている。